# Gloucester Gate

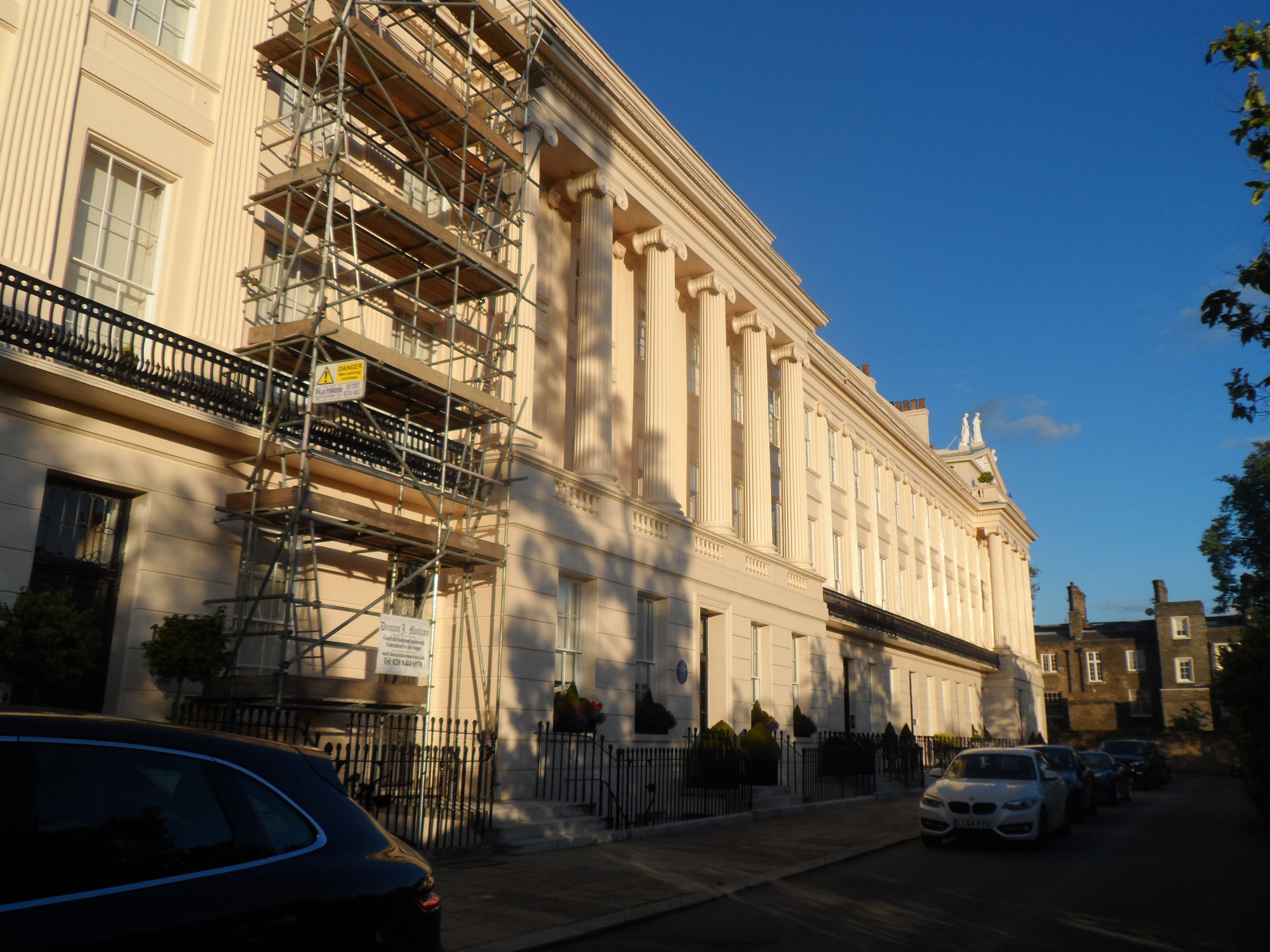
Fachada do Gloucester Gate

Gloucester Gate é uma instalação residencial no Regent's Park, em Londres. É um edifício listado como Grau I.

## História
O edifício foi projectado por John Nash e construído por Richard Mott, tendo sido concluído em 1827. O edifício, que apresenta uma série de pilastras caneladas de ordem jónica em bases de pedestal, foi originalmente construído como onze casas geminadas. A N.º 6 era a casa do empresário farmacêutico, Sir Henry Wellcome, enquanto a N.º 15 era a casa do autor W. W. Jacobs.